# Обухова, Людмила Филипповна
Людми́ла Фили́пповна Обу́хова (22 июля 1938, Москва, СССР — 20 июля 2016, Москва, Россия) — советский и российский учёный в области психологии, доктор психологических наук, профессор МГУ и МГППУ, заведующая кафедрой возрастной психологии факультета психологии образования МГППУ (1999—2016). Лауреат премии Президента РФ в области образования (1998).

## Биография
В 1955—1960 годах училась на философском факультете МГУ имени М. В. Ломоносова.
1960 г. — старший лаборант философского факультета МГУ, позднее — младший научный сотрудник.
В 1970-е гг. во время проведения «Загорского эксперимента» курировала группу слепоглухих студентов, обучавшихся в МГУ (в том числе ныне известного психолога А. В. Суворова). В этой работе ей большую поддержку оказывали главный учитель и воспитатель этой группы психолог А. И. Мещеряков и философы Э. В. Ильенков и Ф. Т. Михайлов.
В 1972 году защитила кандидатскую диссертацию «Формирование элементов научного мышления у ребёнка» под руководством П. Я. Гальперина.
В 1996 году защитила докторскую диссертацию «Пути научного изучения психики ребёнка в XX веке».
Действительный член РАЕН (1996), член Международного общества культурно-деятельностных исследований. Работала экспертом ЮНЕСКО по проблеме «Маленький ребёнок и семья» (с 1988 по 1990 год.

## Научная деятельность
В сфере фундаментальных теоретико-методологических исследований Л. Ф. Обуховой представлена система возможных интерпретаций психического развития ребёнка. Установлены два магистральных пути развития детской психологии, каждый из которых реализует одну из существующих парадигм исследования — естественно-научную и культурно-историческую. Сравнительный анализ теорий детского развития позволил вскрыть их преемственность и установить логику процесса формирования научного знания о движущих причинах детского развития.
Л. Ф. Обухова провела детальный анализ учения Ж. Пиаже и подвергла экспериментальному опровержению ряд его положений. Для изучения характерных особенностей детского мышления (феноменов Ж.Пиаже) она применяла метод планомерного формирования умственных действий П. Я. Гальперина.
Л. Ф. Обухова принимала участие во многих исследованиях, посвящённых изучению умственного развития детей, влиянию семейных отношений на развитие ребёнка. Участвовала в многолетней работе со слепоглухими студентами факультета психологии МГУ. В составе научного коллектива центра «Дошкольное детство» им. А. В. Запорожца" она участвовала в разработке программы дошкольного образования «Истоки», направленной на обогащение (амплификацию) психического развития ребёнка и максимальную реализацию возможностей каждого возрастного периода.
Людмила Филипповна не только учёный и педагог, но и прекрасный пропагандист и организатор науки. По её инициативе, при её поддержке и участии начиналась и развивается педагогическая и научно-исследовательская работа во многих университетах и педагогических институтах РФ (Архангельск, Нижний Новгород, Сургут, Самара, Дубна и др.). Она — почётный доктор Поморского государственного университета им. М. В. Ломоносова (г. Архангельск).
Л. Ф. Обухова реализовывала проект «Конференция „На пороге взросления“» при поддержке Российского гуманитарного научного фонда (№ 11-06-14057 г.). В 2009—2011 гг. прошли три всероссийские научно-практические конференции, посвящённые самым современным тенденциям развития детей и подростков, живущих в разных социокультурных условиях.

## Преподавательская деятельность
Людмила Филипповна читала в МГППУ курсы «Возрастная психология», спецкурсы «Психическое развитие в условиях сенсорных дефектов», «Теория Ж.Пиаже», «Актуальные проблемы современной психологии развития», «Основы общей (генетической) психологии», «Теория П. Я. Гальперина»; в МГУ преподаёт общий курс «Возрастная психология», спецкурс «Психическое развитие в условиях сенсорных дефектов».
Также Л. Ф. Обухова являлась руководителем международной магистерской программы «Психология развития» в МГППУ.
Под руководством Обуховой Л. Ф. успешно защищено более 30-ти кандидатских диссертаций. Людмила Филипповна — автор фундаментального учебника «Возрастная психология», ставшего уже классическим, по нему учатся многие студенты не только в России, но и в ближнем зарубежье. C 1994 г. учебник выдержал несколько переизданий, новейшее на сегодняшний день: Л. Ф. Обухова «Возрастная психология». — М., Юрайт, 2011. Для сохранения научно-педагогической значимости учебника, в первоначальный текст были внесены существенные изменения и дополнения. Учебник соответствует Федеральному государственному образовательному стандарту ВПО третьего поколения.

## Издательская деятельность
Л. Ф. Обухова являлась членом редколлегий журналов:
- «Вестник Московского университета». Серия «Психология»
- «Психологическая наука и образование»[9]
- «Культурно-историческая психология»[10]
- Психологический журнал Международного университета природы, общества и человека «Дубна»

## Основные публикации
Л. Ф. Обуховой опубликовано более 70 научных работ, включая статьи на немецком, английском, французском языках.
- Обухова Л. Ф. Этапы развития детского мышления. — М.: Изд-во Моск. ун-та, 1972.
- Обухова Л. Ф. Концепция Жана Пиаже: за и против. — М.: Изд-во Моск. ун-та, 1981.
- Обухова Л. Ф. Современная американская психология развития. — М.: Издательство Московского университета, 1986. — 128 с.
- Обухова Л. Ф., Шаповаленко И. В. Формы и функции подражания в детском возрасте. — М.: МГУ, 1994.
- Обухова Л. Ф. Развитие творческого мышления дошкольника. — М., 1995.
- Обухова Л. Ф., Чурбанова С. М. Развитие дивергентного мышления. — М.: Изд-во Моск. Ун-та, 1995.
- Парамонова Л. А., Новоселова С. Л., Тарасова К. В., Обухова Л. Ф. «Истоки». Базисная программа развития ребёнка-дошкольника. Концепция. — М., 1995.
- Обухова Л. Ф. Детская (возрастная) психология. Учебник. — М.: Российское педагогическое агентство, 1996.
- Обухова Л. Ф. Детская психология: теории, факты, проблемы. 3-е изд., стер. — М.: Тривола, 1998.
- Обухова Л. Ф., Шаграева О. А. Семья и ребёнок: психологический аспект детского развития. — М.: Правительство Москвы, Департамент образования, 1999.
- Обухова Л. Ф. Жан Пиаже: теория, эксперименты, дискуссии. — М.: Гардарики, 2001.
- Обухова Л. Ф. Возрастная психология. — М., 2004.
- Алиева Т. И., Антонова Т. В., Арушанова А. Г., Богина Т. Л., Давидчук А. Н., Обухова Л. Ф. и др. Примерная общеобразовательная программа воспитания, обучения и развития детей раннего и дошкольного возраста. — М.: Карапуз-Дидактика, 2004.
- Обухова Л. Ф. «Детская возрастная психология» (Учебно-методический комплекс: учебник, сборник задач, хрестоматия). — М.: МГППУ, 2004.
- Обухова Л. Ф. Возрастная психология: Учебник для вузов. — М.: Высшее образование; МГППУ, 2006.